# Hagen Kohl
Hagen Kohl (* 24. April 1969 in Magdeburg) ist ein deutscher Politiker (AfD) und Verwaltungsbeamter im Landesdienst. Seit 2016 gehört er dem Landtag von Sachsen-Anhalt an.

## Leben
Hagen Kohl ist Vater von zwei Kindern und verheiratet. Er ist Verwaltungsbeamter im Landesdienst von Sachsen-Anhalt.

## Politik
Seit März 2013 ist Kohl AfD-Mitglied. Er trat neben André Poggenburg, Oliver Kirchner und Alexander Gauland als Redner auf der AfD-Großdemonstartion im November 2015 in Magdeburg auf. Das Motto war „Demo gegen Politikversagen! Asyl-Chaos beenden! Grenzen sichern!“ Am 13. März 2016 gelang ihm bei der Landtagswahl in Sachsen-Anhalt 2016 der Einzug als Abgeordneter in den Landtag von Sachsen-Anhalt über die Landesliste der AfD. Bei der Landtagswahl 2021 zog er erneut über die Landesliste ins Parlament ein.
Kohl wurde von der AfD-Fraktion im Oktober 2021 als Kandidat für das Amt des Landtagsvizepräsidenten nominiert, scheiterte jedoch in zwei Wahlgängen. Der Posten eines dritten Landtagsvizepräsidenten blieb 2021 infolgedessen unbesetzt.